# Tuffi ai Giochi della XXXIII Olimpiade - Trampolino 3 metri maschile
La gara dei tuffi dal trampolino 3 metri maschile dei Giochi della XXXIII Olimpiade di Parigi è stata disputata dal 6 all'8 agosto 2024 presso il Paris Aquatics Centre. Vi hanno partecipato 25 atleti provenienti da 15 nazioni. La gara si è svolta in tre turni, in ognuno dei quali gli atleti hanno eseguito una serie di sei tuffi ciascuno.
I tuffatori cinesi Xie Siyi e Wang Zongyuan si sono riconfermati rispettivamente campione e vicecampione olimpico, mentre il bronzo è stato aggiudicato al messicano Osmar Olvera.

## Programma
| Data          | Ora (UTC+2) | Turno       |
| ------------- | ----------- | ----------- |
| 6 agosto 2024 | 10:00       | Preliminari |
| 7 agosto 2024 | 10:00       | Semifinale  |
| 8 agosto 2024 | 15:00       | Finale      |

### Format di gara
La competizione è suddivisa in tre turni:
- Turno preliminare: tutti i 25 tuffatori eseguono 6 tuffi ciascuno e i migliori 18 avanzano alle semifinali.
- Semifinale: non vengono considerati i punteggi ottenuti al turno preliminare. I 18 tuffatori rimasti in gara eseguono 6 tuffi ciascuno e i migliori 12 avanzano in finale.
- Finale: non vengono considerati i punteggi ottenuti alla semifinale. I 12 tuffatori rimasti in gara eseguono 6 tuffi ciascuno e i migliori tre vengono premiati rispettivamente con la medaglia d'oro, d'argento e di bronzo.

Durante ogni round di sei tuffi deve essere eseguito almeno un tuffo dei cinque gruppi previsti (avanti, indietro, rovesciato, ritornato e avvitamento). Il sesto tuffo può appartenere a qualsiasi gruppo ma non può ripetere uno degli altri tuffi già eseguiti. Ad ogni tuffo è assegnato un grado di difficoltà basato su salti mortali, posizione, avvitamenti, approccio e ingresso in acqua. Nonostante non esista un limite massimo di difficoltà dei tuffi, il tuffo più difficile calcolato dal regolamento della World Aquatics, ex FINA, (rovesciato con 4 salti mortali e 1⁄2 in posizione verticale e indietro con 4 salti mortali 1⁄2 in posizione verticale) ha un coefficiente di difficoltà di 4.7, ma gli atleti potrebbero anche eseguire tuffi più difficile. Il punteggio è determinato da un panel di sette giudici. Per ogni tuffo, ogni giudice assegna un punteggio tra 0 e 10, con incrementi di 0.5. I due punteggi migliori e i due punteggi peggiori vengono scartati. I restanti tre punteggi vengono sommati e moltiplicati per il grado di difficoltà, ottenendo il punteggio complessivo finale del tuffo. La somma dei punteggi dei sei tuffi costituisce il punteggio finale del turno.

## Qualificazioni
Le qualificazioni per il Trampolino 3 metri maschile sono state attribuite come segue:
- Campionati mondiali di nuoto 2023 – I 12 finalisti di ogni evento individuale durante i Campionati mondiali di nuoto di Fukuoka del 2023, tenutisi dal 14 al 30 luglio 2023, garantiscono un posto nazione ai propri Comitati olimpici nazionali.
- Tornei di qualificazioni continentali – I vincitori di ogni evento individuale durante uno dei 5 tornei continentali approvati dalla World Aquatics (Africa, le Americhe, Asia, Europa e Oceania) garantiscono un posto nazione ai propri Comitati olimpici nazionali.
- Campionanti mondiali di nuoto 2024 – I 12 tuffatori con il miglior punteggio in classifica idonei per le qualificazioni durante i Campionati mondiali della FINA 2024, tenutisi a Doha dal 2 al 18 febbraio, si sono garantiti un posto nei propri Comitati olimpici nazionali, rispettando il limite di due partecipanti per nazione e non superando la quota di 136 atleti (68 per genere).
- Riallocazione quote inutilizzate – Posti aggiuntivi sono stati riassegnati a tuffatori idonei posizionatisi dal 13° posto in su nei vari eventi individuali dei Campionati del mondo di nuoto del 2024, fino al raggiungimento della quota di 136 atleti (68 per genere).
- Nazione ospitante – In quanto nazione ospitante, la Francia ha di diritto quattro posti da distribuire negli eventi di tuffi individuali maschili.

## Risultati
Hanno avuto accesso al turno preliminare 25 tuffatori, in rappresentanza di 15 nazioni.
| Pos.    | Atleta             | Nazione         | Preliminare | Preliminare | Semifinale      | Semifinale      | Finale          | Finale          | Finale          | Finale          | Finale          | Finale          | Finale          |
| Pos.    | Atleta             | Nazione         | Punti       | Pos.        | Punti           | Pos.            | T1              | T2              | T3              | T4              | T5              | T6              | Totale          |
| ------- | ------------------ | --------------- | ----------- | ----------- | --------------- | --------------- | --------------- | --------------- | --------------- | --------------- | --------------- | --------------- | --------------- |
| Oro     | Xie Siyi           | Cina            | 509.60      | 2           | 505.85          | 2               | 86.70           | 79.20           | 97.20           | 91.00           | 88.80           | 100.70          | 543.60          |
| Argento | Wang Zongyuan      | Cina            | 530.65      | 1           | 537.85          | 1               | 81.60           | 91.00           | 95.55           | 89.25           | 70.20           | 102.60          | 530.20          |
| Bronzo  | Osmar Olvera       | Messico         | 444.15      | 5           | 463.75          | 4               | 79.90           | 89.25           | 63.00           | 75.85           | 98.80           | 93.60           | 500.40          |
| 4       | Carson Tyler       | Stati Uniti     | 389.80      | 10          | 438.00          | 7               | 76.50           | 67.50           | 69.75           | 72.00           | 64.75           | 78.75           | 429.25          |
| 5       | Jordan Houlden     | Gran Bretagna   | 448.20      | 4           | 445.55          | 5               | 76.50           | 64.60           | 68.25           | 74.10           | 70.20           | 74.10           | 427.75          |
| 6       | Luis Uribe         | Colombia        | 375.90      | 17          | 423.80          | 10              | 49.30           | 71.40           | 79.95           | 72.20           | 72.00           | 77.00           | 421.85          |
| 7       | Jack Laugher       | Gran Bretagna   | 468.30      | 3           | 467.05          | 3               | 74.80           | 84.00           | 35.70           | 72.15           | 74.10           | 70.20           | 410.95          |
| 8       | Jules Bouyer       | Francia         | 407.30      | 6           | 438.30          | 6               | 73.10           | 81.60           | 67.50           | 68.25           | 57.75           | 47.50           | 395.70          |
| 9       | Jonathan Ruvalcaba | Rep. Dominicana | 363.15      | 18          | 416.20          | 12              | 76.50           | 44.20           | 62.70           | 61.50           | 75.25           | 73.50           | 393.65          |
| 10      | Kurtis Mathews     | Australia       | 399.20      | 8           | 417.15          | 11              | 65.10           | 76.50           | 52.50           | 64.80           | 56.10           | 68.40           | 383.40          |
| 11      | Woo Ha-ram         | Corea del Sud   | 389.10      | 12          | 432.00          | 9               | 71.40           | 68.00           | 45.60           | 73.50           | 63.00           | 52.65           | 374.15          |
| 12      | Moritz Wesemann    | Germania        | 398.70      | 9           | 433.00          | 8               | 74.80           | 78.20           | 40.25           | 43.20           | 57.00           | 70.20           | 363.65          |
| 13      | Yona Knight-Wisdom | Giamaica        | 382.90      | 14          | 412.40          | 13              | Non qualificato | Non qualificato | Non qualificato | Non qualificato | Non qualificato | Non qualificato | Non qualificato |
| 14      | Sho Sakai          | Giappone        | 389.15      | 11          | 410.15          | 14              | Non qualificato | Non qualificato | Non qualificato | Non qualificato | Non qualificato | Non qualificato | Non qualificato |
| 15      | Andrew Capobianco  | Stati Uniti     | 382.05      | 15          | 407.65          | 15              | Non qualificato | Non qualificato | Non qualificato | Non qualificato | Non qualificato | Non qualificato | Non qualificato |
| 16      | Gwendal Bisch      | Francia         | 387.00      | 13          | 392.70          | 16              | Non qualificato | Non qualificato | Non qualificato | Non qualificato | Non qualificato | Non qualificato | Non qualificato |
| 17      | Yi Jae-gyeong      | Corea del Sud   | 381.40      | 16          | 366.50          | 17              | Non qualificato | Non qualificato | Non qualificato | Non qualificato | Non qualificato | Non qualificato | Non qualificato |
| 18      | Lorenzo Marsaglia  | Italia          | 405.05      | 7           | 354.05          | 18              | Non qualificato | Non qualificato | Non qualificato | Non qualificato | Non qualificato | Non qualificato | Non qualificato |
| 19      | Kevin Muñoz        | Messico         | 362.05      | 19          | Non qualificato | Non qualificato | Non qualificato | Non qualificato | Non qualificato | Non qualificato | Non qualificato | Non qualificato | Non qualificato |
| 20      | Daniel Restrepo    | Colombia        | 361.10      | 20          | Non qualificato | Non qualificato | Non qualificato | Non qualificato | Non qualificato | Non qualificato | Non qualificato | Non qualificato | Non qualificato |
| 21      | Jake Passmore      | Irlanda         | 360.90      | 21          | Non qualificato | Non qualificato | Non qualificato | Non qualificato | Non qualificato | Non qualificato | Non qualificato | Non qualificato | Non qualificato |
| 22      | Giovanni Tocci     | Italia          | 346.85      | 22          | Non qualificato | Non qualificato | Non qualificato | Non qualificato | Non qualificato | Non qualificato | Non qualificato | Non qualificato | Non qualificato |
| 23      | Mohamed Farouk     | Egitto          | 317.40      | 23          | Non qualificato | Non qualificato | Non qualificato | Non qualificato | Non qualificato | Non qualificato | Non qualificato | Non qualificato | Non qualificato |
| 24      | Frandiel Gómez     | Rep. Dominicana | 317.40      | 23          | Non qualificato | Non qualificato | Non qualificato | Non qualificato | Non qualificato | Non qualificato | Non qualificato | Non qualificato | Non qualificato |
| 25      | Lars Rüdiger       | Germania        | 301.15      | 25          | Non qualificato | Non qualificato | Non qualificato | Non qualificato | Non qualificato | Non qualificato | Non qualificato | Non qualificato | Non qualificato |